# Banksia sceptrum
Banksia sceptrum, la banksia cetro se encuentra en Australia Occidental cerca de la costa central occidental desde el norte de Geraldton hasta Kalbarri y Hamelin Pool. En el interior se extiende hasta Mullewa.
En la naturaleza crece en suelos arenosos rojos pálidos, en matorrales altos; comúnmente en dunas, encontrándose como un arbusto de unos 6 m (20 pies) de alto, aunque, a menudo más pequeños en las zonas expuestas. Se engendra por semillas.
Banksia sceptrum abre sus folículos. Y es una de las banksias de flores amarillas más espectaculares de todas. Sus picos altos de color amarillo brillante, conocidos como inflorescencias, son terminales y rectos. Florece en invierno sobre todo en diciembre y enero,  es difícil ver sus flores en otra etapa del año.